# Anomius crovettii
Anomius crovettii är en skalbaggsart som beskrevs av Dellacasa 1983. Anomius crovettii ingår i släktet Anomius och familjen Aphodiidae. Inga underarter finns listade i Catalogue of Life.